# Otophryne pyburni
Otophryne pyburni е вид жаба от семейство Тесноусти жаби (Microhylidae). Видът не е застрашен от изчезване.

## Разпространение
Разпространен е в Бразилия, Венецуела, Гвиана, Колумбия, Суринам и Френска Гвиана.